# رخو (ينبع)
رخو، قرية من قرى محافظة ينبع والتابعة لمنطقة المدينة المنورة في السعودية، تقع في شمال ينبع، بمسافة (90) كم.

## مركز رخو
مركز رخو: هو من مراكز فئة (أ)
الموقعيقع المركز في الجزء الغربي من محافظة ينبع.
المساحةتبلغ مساحته (1,327كم2)، وتمثل 7,35% من مساحة المحافظة، ويأتي في المرتبة السادسة.
السكانيبلغ عدد سكانه (3301) نسمة، ويأتي في المرتبة السادسة.
بعد المركز عن المحافظةيقع المركز على بعد (155كم) من المحافظة، والطريق المؤدي إليها إسفلتي وترابي، ويعتبر المركز في المرتبة الثامنة من حيث القرب من مقر المحافظة.

## التاريخ
يوجد بمركز رخو المعهد العلمي في رضوى وهو يتبع جامعة الأمام محمد بن سعود الإسلامية